# 穆罕默德·本·突格杰·伊赫什德
穆罕默德·本·突格杰·伊赫什德（阿拉伯语：‎，转写：Muḥammad ibn Ṭughj al-Ikhshīd；882年2月8日—946年7月24日），是阿拔斯王朝的突厥裔将领，935年－946年任埃及、叙利亚（黎凡特）的总督，实际上自治并建立了世袭的伊赫什德王朝。他名字中的“伊赫什德（阿拉伯语：‎）”是他939年自阿拔斯王朝处获得的头衔，当代与后代人也直接称他为“伊赫什德”。
穆罕默德的家族源自费尔干纳盆地（唐称拔汗那），他的父亲突格杰·本·朱夫也是一位将领，曾为阿拔斯哈里发与统治埃及、叙利亚的突伦王朝（名义上服从哈里发）服务。他则出生在巴格达，在叙利亚长大，跟随父亲获得了最初的军事、行政经验，但他的早年经历相当坎坷：905年他与父亲一起被阿拔斯王朝囚禁，次年被释放；908年，他参与了暗杀维齐尔（首相）阿拔斯·本·哈桑·杰尔杰拉伊的行动，之后逃离伊拉克，为埃及总督特勤·哈扎里服务。后来他得到几位阿拔斯王朝重臣，尤其是军队总司令穆尼斯·穆赞法尔的赏识，这使得他先后被任命为巴勒斯坦、大马士革总督。933年，他被任命为埃及总督，但穆尼斯不久去世，任命被收回，他发兵打败了新任总督，仍然占据大马士革。935年，他再度被任命为埃及总督，上任后打败了法蒂玛王朝的进攻，平定了省内的动乱。根据伊斯兰史料记载，他的统治时期可谓埃及早期伊斯兰历史上一段少有的国内和平稳定、政府统治英明的时期。 他的祖先据说曾是费尔干纳的“伊赫什德”（粟特头衔，君主），于是938年他要求哈里发授予他“伊赫什德”头衔，得到应允，此后他下令只能称他为“伊赫什德”，省略名字其他部分。 
担任埃及总督期间，他一直忙于与其他地区强人争夺叙利亚，因为如果不控制叙利亚，埃及就容易遭受来自东面的攻击。但与许多埃及统治者，尤其是不久前的突伦王朝君主不同，他懂得等待有利时机、与敌人妥协。尽管最初他控制着整个叙利亚，939-942年间，他被迫将其北部割给伊本·拉伊格，后者被刺杀之后，他收复了失地，但又需面对赫姆丹王朝的挑战。944年，为了摆脱几股想要挟制哈里发并控制巴格达中央政权的势力，哈里发穆台基而逃出伊拉克，与伊赫什德在叙利亚拉卡会面，他劝哈里发移居埃及，但被拒绝，不过作为答谢，哈里发授予他世袭统治埃及、叙利亚、希贾兹三十年的权力。哈里发离开后，颇有野心的赫姆丹王朝成员赛弗·道莱于当年秋天夺取了阿勒颇与北叙利亚，次年伊赫什德亲自率军将他赶走，不过10月份双方达成协议，将叙利亚北部伊本·拉伊格曾统治的地区交给赛弗·道莱。九个月后伊赫什德去世，葬在耶路撒冷，他的未成年的儿子乌努朱尔继位。

## 家族起源、早期生涯
据13世纪学者伊本·赫利康的名人传记词典记载，882年2月8日穆罕默德·本·突格杰出生于巴格达城内通往库法门的街道。他的家族来自河中的费尔干纳（拔汗那），属突厥人，自称有王室血统，其六世祖的名字为“可汗”。穆罕默德的祖父朱夫（Juff）离开费尔干纳，为萨迈拉的阿拔斯哈里发政府服务；突伦王朝创建者的父亲突伦（Tulun）也在这支军队里服务。朱夫与其子、穆罕默德的父亲突格杰都效忠于阿拔斯王朝，但突格杰后来投奔了自868年以来统治埃及与叙利亚的突伦王朝，并被任命为太巴列（乌尔敦驻军区首府）、阿勒颇（根奈斯林驻军区首府）、大马士革（大马士革驻军区首府）长官。903年，他在抵御盖尔麦泰派进攻大马士革中发挥了重要作用，尽管在野战中失败，他仍退入城中固守七个月，直到埃及的援军到达，敌人撤退。年轻的穆罕默德跟在父亲身边，在突伦王朝治下的黎凡特度过青春时代，并担任父亲在太巴列的副手，初次获得了行政、军事方面的经验。
896年，伊本·突伦之子胡马赖韦被杀，突伦王朝在内乱中倾颓。905年阿拔斯中央政府发兵，准备重建对埃及和叙利亚的直接统治，突伦王朝无力认真抵抗。面对穆罕默德·本·苏莱曼·卡提卜率领的阿拔斯大军，突格杰选择投降，并被任命为阿勒颇长官，但不久之后穆罕默德·本·苏莱曼因宫廷阴谋而倒台，突格杰与儿子穆罕默德、乌拜杜拉（Ubayd Allah）都被送到巴格达囚禁。906年突格杰死于狱中，不久后两兄弟被释放。他们随后于908年12月参加了废黜少年哈里发穆克台迪尔、拥立阿卜杜拉·本·穆耳台兹的政变，虽然政变本身失败，但穆罕默德与他的兄弟完成了复仇：在侯赛因·本·赫姆丹的帮助下，他们杀死了与父亲被囚有极大关系的维齐尔（首相）阿拔斯·本·哈桑·杰尔杰拉伊。政变失败后，两兄弟与侯赛因逃离，侯赛因回到他的家族根据地贾兹拉（上美索不达米亚），乌拜杜拉向东投奔优素福·本·阿比勒-萨吉，穆罕默德则回到叙利亚。
在叙利亚，穆罕默德投入当地的行省税务监督官阿卜勒-阿拔斯·比斯塔姆（Abu'l-Abbas al-Bistam）门下，随后陪他前往埃及；910年6月比斯塔姆去世，他又为其儿子服务。最终他得到埃及总督特勤·哈扎里的青睐，后者任命他为约旦河外土地的长官，驻安曼。918年，他自贝都因人手中拯救了一支朝觐队伍，哈里发穆克台迪尔母亲的侍女就在队伍中，这件事使得阿拔斯宫廷对他的看法有所改善。两年后，穆罕默德又与阿拔斯军队的总司令穆尼斯·穆赞法尔结识：当时这位将军来到埃及帮助抵御法蒂玛王朝的进攻，战斗中穆罕默德在他手下负责指挥埃及军队中最精锐的部分，两人显然相处融洽，此后一直保持联系，穆罕默德由此攀上了一位重臣。 
923年特勤·哈扎里回到埃及再次担任总督，穆罕默德又去投奔他，但由于特勤拒绝任命他为亚历山大长官，两人的关系于928年破裂。穆罕默德设计离开埃及首府福斯塔特，设法自巴格达政府处获得了菲莱斯廷驻军区（巴勒斯坦）长官的任命。原来的长官赖世迪（al-Rashidi）听闻消息后逃离首府拉姆拉，前往改任地大马士革，现代学者杰尔·L·巴哈拉赫认为，他的逃离可能表明此时穆罕默德有一支强大的军队。三年后，穆罕默德又于931年7月被提升为大马士革长官，赖世迪则返回巴勒斯坦。他能得到这两个任命，可能都与他结交当时位极人臣的穆尼斯·穆赞法尔有关系。 

## 接管埃及
特勤·哈扎里于933年3月在埃及总督任上去世，他的指定继承人（也是他的儿子）穆罕默德没能树立自己的权威。8月，阿拔斯政府任命穆罕默德·本·突格杰为埃及长官，但一个月后，在他还没有到任时，任命突然被收回，政府又任命艾哈迈德·本·凯盖勒格为埃及总督。他的召回在时间上与9月22日哈里发嘎希尔（932-934年在位）逮捕（随后处死）穆尼斯·穆赞法尔的行动相符，表明他得到这个任命，可能也要归功于穆尼斯；之后哈里发又派宦官布什里（Bushri）前往大马士革接替他担任总督，进一步印证了这种可能。布什里成功接管了阿勒颇的政权（他也被任命为其总督），但穆罕默德拒绝从命，发兵将他击败并俘获。哈里发又要求艾哈迈德·本·凯盖勒格出兵攻打穆罕默德，这位总督虽然出兵，但避免与敌军作战，后来更是与对手达成协议，承诺互相帮助，维持现状。

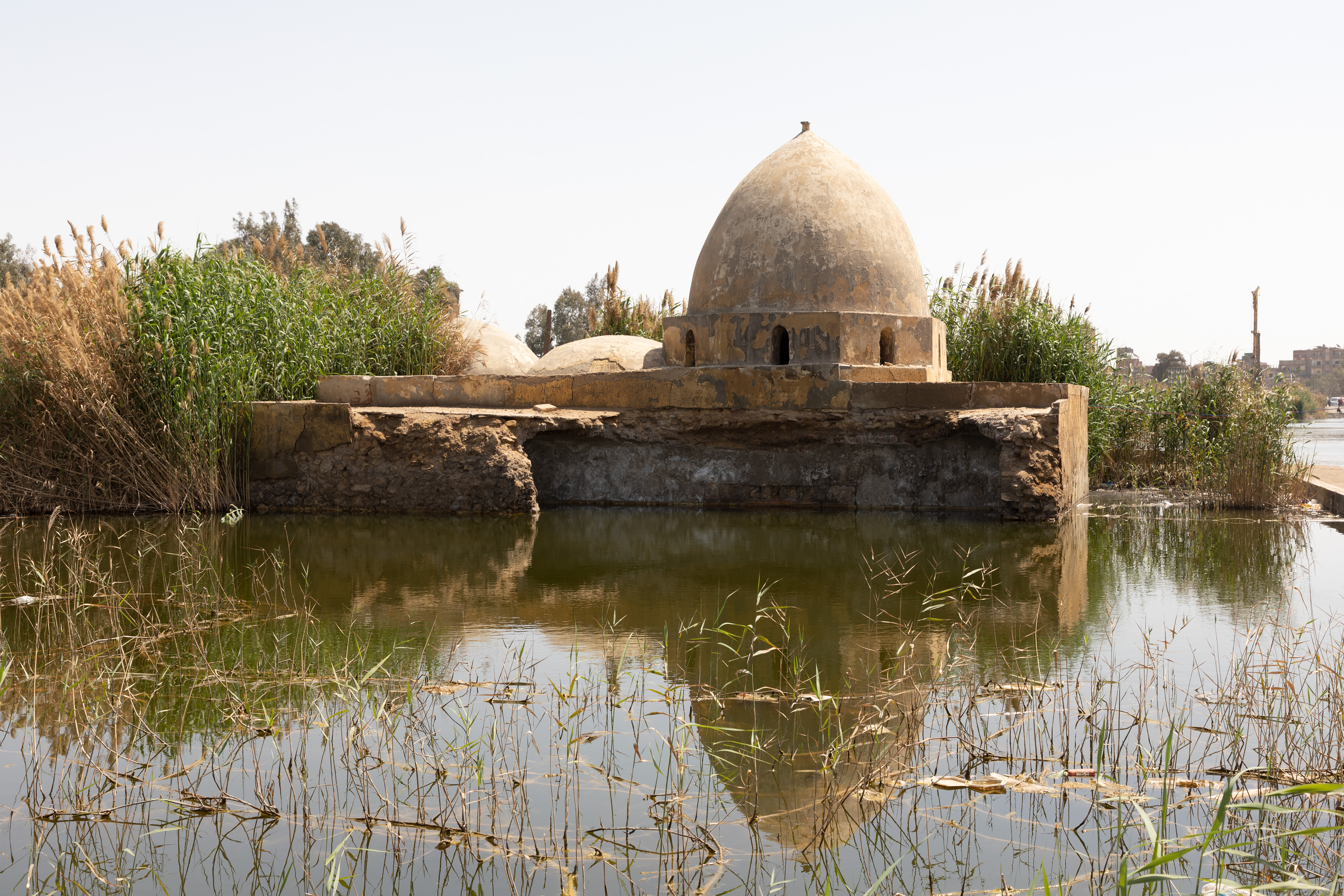
开罗的泰巴泰巴（al-Tabataba）的陵墓建于公元943年，当时正是穆罕默德·本·突格杰·伊赫什德在位。这是伊赫什德王朝仅存的建筑遗迹

但艾哈迈德·本·凯盖勒格也无力自与日俱增的动荡中恢复埃及的秩序。到935年，军队因欠薪而暴动，贝都因人的劫掠也再度开始。与此同时，前任总督特勤之子穆罕默德与财政主管阿布·伯克尔·穆罕默德·本·阿里·马扎雷伊——自伊本·突伦时起就掌握埃及财政、积累了巨额财富的官僚世家的继承人也觊觎总督之位，破坏他的统治。埃及的军队分裂为两个阵营并爆发冲突，主要由突厥士兵组成的“东方人（Mashariqa）”集团支持特勤之子穆罕默德，而可能由柏柏尔人与非洲黑人组成的“西方人（Maghariba）”集团支持艾哈迈德·本·凯盖勒格。这时，凭借前维齐尔、现任哈里发国西部省份监督的费德勒·本·哲耳法尔·本·富拉特（他的儿子娶了穆罕默德·本·突格杰的女儿）的支持，穆罕默德·本·突格杰再次得到了埃及总督的任命。为了万无一失，他组织了一次海陆联合进攻，艾哈迈德·本·凯盖勒格虽能在陆上延缓他的推进，但他的舰队自海陆攻取田尼斯与尼罗河三角洲，到达首府福斯塔特城下。谋划不如人、也在战场上失败的艾哈迈德投奔法蒂玛王朝。935年8月26日，穆罕默德·本·突格杰胜利进入福斯塔特。
虽已占领埃及首府，但他还要面对法蒂玛王朝的进攻。埃及本地军队中支持艾哈迈德·本·凯盖勒格的“西方人（Maghariba）”集团拒绝服从他，在赫贝希·本·艾哈迈德（Habashi ibn Ahmad）的带领下先是退到亚历山大，后退到贝尔盖（برقة，昔兰尼加），并邀请法蒂玛哈里发嘎义木（934-946年在位）与他们一同入侵埃及。一开始， 法蒂玛军取得了不小的成果，其军中的库塔迈部落柏柏尔人攻取了尼罗河中的劳代岛，烧毁了岛上的军械库，穆罕默德的海军将领阿里·本·贝德尔（Ali ibn Badr）、贝杰凯姆（Bajkam）也投降敌军，936年3月，亚历山大城被攻克。但当年3月31日，穆罕默德的兄弟哈桑（al-Hasan）在亚历山大城外击败了法蒂玛军，迫使他们离开城市、退出埃及，回到在贝尔盖的根据地。值得注意的是，穆罕默德·本·突格杰严格禁止部下抢劫，现代学者杰尔·L·巴哈拉赫认为这反映了他“有心长期统治埃及”。

## 统治埃及

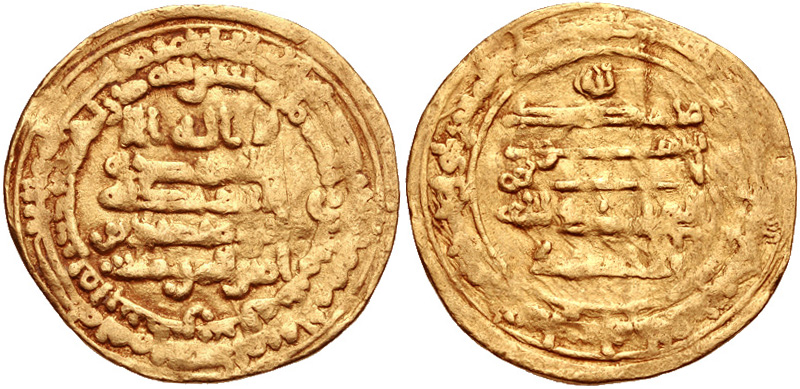
公元944年在伊赫什德统治下的巴勒斯坦铸造的金第纳尔。942年后，他命令在金币上印制他的名字与头衔（穆罕默德·伊赫什德），但阿拔斯哈里发的名字与头衔仍保留

936年，穆罕默德·本·突格杰写信给哈里发拉迪（934-940年在位），报告自己击败法蒂玛王朝的入侵、进行财政改革的功绩。哈里发再次确认了他的职务，并授予他荣誉长袍。现代学者休·肯尼迪认为：“法蒂玛王朝的威胁在某些方面实际是帮了穆罕默德·本·突格杰的忙”，因为在这种情况下，只要他还支持阿拔斯王朝，“作为回报，哈里发就愿意认可他的统治权”。他在阿拔斯政权中的地位已经很高，938年，他请求哈里发授予他荣誉头衔“伊赫什德（الإخشيد，Ikhshīd）”，这原本是他的祖地费尔干纳的国王使用的头衔。哈里发同意了这一请求，但正式的授予被推迟到939年7月 ，得到正式认可后，穆罕默德·本·突格杰就下令今后只能称他为“伊赫什德”，省略名字其他部分。
对他的国内政策我们了解很少。但除了942年什叶派的小规模、很快被平定的起义，史料中很少有埃及动乱的记载；这与其他时期经常发生的贝都因人劫掠、因物价高企爆发的城市动乱、军人与世家的叛乱与阴谋形成了鲜明对比，表明他成功地恢复了埃及的安宁，建立了有序的统治。伊本·赫利康的名人传记词典称他为“一位坚毅的君主，在战争中表现出远见，密切关注他的帝国的繁荣，给军事阶层尊严，以能力与公正统治。”。他很快将潜在对手特勤之子穆罕默德与马扎雷伊拉到自己一边，并让他们在新政权获得位置。马扎雷伊徒劳地尝试反抗，但他的部队很快被击败，本人则落入囚禁，后于939年被释放；但此后他很快恢复了职位与权势，甚至曾于946年短暂担任伊赫什德之子乌努朱尔的摄政（虽然很快就被推翻并被囚禁一年），此后他不再参与公务，并于957年去世。伊赫什德还像伊本·突伦一样特别注意建立一支直属于己的强大军队，其中包括突厥士兵和黑人奴隶兵。 

## 外交政策、叙利亚攻防
作为埃及的统治者，伊赫什德耐心而谨慎。他认为与巴格达政权的大人物建立关系及外交手段与武力同样重要，倾向于尽可能避免直接的武力冲突。还在叙利亚时，他就在与艾哈迈德·本·凯盖勒格的交涉中践行了他的原则：他避免了直接冲突，与对方达成了协议，使他有时间先探查埃及的虚实再采取行动。他的政策与当年伊本·突伦相似，但伊赫什德的野心更小、目标也更加现实，体现在他对待叙利亚及哈里发国其他地区的政策上。历史上，许多埃及的君主在对外政策上都力求占据叙利亚、特别是巴勒斯坦，以控制这一最可能的入侵埃及的路线。伊赫什德之前的伊本·突伦和之后的萨拉丁就是两个典型，他们虽统治埃及，但在统治期内耗费大量精力维持对叙利亚的控制，实际上只把埃及当成提供收入及其他资源以控制叙利亚的基地。伊赫什德与他们不同，学者杰尔·L·巴哈拉赫认为他是个“谨慎、保守的现实主义者”。他的目标明确而有限：他主要关注埃及的繁荣，希望在其土地上建立自家的世袭王朝，叙利亚只是次要的目标。与当时的许多军事强人不同，他无意介入争夺首都巴格达及哈里发政权的斗争，获得“众埃米尔之埃米尔”头衔，哈里发穆斯台克菲（944-946年在位）曾有意授予他这个头衔，但被他拒绝了。

### 与伊本·拉伊格的冲突

阿拔斯王朝时期的叙利亚（沙姆）及其细分省份

击退法蒂玛王朝对埃及的进攻后，伊赫什德派其军队占领整个叙利亚，一直到达阿勒颇，像当年的伊本·突伦一样，他与当地的基拉卜部落结盟，以稳固对北叙利亚的控制。作为叙利亚的长官，与拜占庭接壤的奇里乞亚等边境关隘地区（thughur）也在其辖下。因此，936/37或937/38年（最可能是在937年秋季）他接待了拜占庭皇帝罗曼努斯一世派来的商讨俘虏交换的使团。尽管此事以哈里发拉迪的名义进行，但这对他来说仍是特殊的荣誉，也是对他自治权的间接承认。因为此前这类事宜的通信与谈判一般直接与哈里发而非行省总督进行。俘虏交换于938年秋季进行，双方等量交换了6300名俘虏，拜占庭人手中多出的800名俘虏则在此后的六个月中，被陆续赎回。
936-938年，拥有“埃米尔之埃米尔”头衔的伊本·拉伊格掌握着巴格达的中央政权，这一时期，由于伊赫什德的旧友费德勒·本·哲耳法尔·本·富拉特担任维齐尔，他与巴格达的关系还不错。突厥人贝杰凯姆之后推翻了伊本·拉伊格，后者被哈里发任命为叙利亚总督，并于939年向西进军，要抢伊赫什德的地盘。伊赫什德对伊本·拉伊格的任命颇感恼火，派特使前往巴格达说明情况，掌权的贝杰凯姆直接告诉使者，哈里发的任命无关紧要，军事实力决定一切；不论是伊本·拉伊格还是伊赫什德获胜，哈里发的任命都会随之而来。这种回复使伊赫什德更加愤怒，据说有一段时间，他曾威胁要改换门庭，计划将女儿嫁给法蒂玛王朝哈里发嘎义木，并要在阿拔斯政权正式重新确认他的总督权之前，在铸币及主麻日讲道中用这位哈里发的名字取代阿拔斯哈里发（以示隶属）。但法蒂玛王朝这时忙于镇压阿布·叶齐德的起义，无力提供支援，使计划夭折。
伊本·拉伊格的军队自拉卡出发，迅速夺取了由伊赫什德的兄弟乌拜杜拉（Ubayd Allah）管制的北叙利亚，埃及军队向南撤退。10月或11月时，伊本·拉伊格的军队已到达拉姆拉，并向西奈半岛进发。伊赫什德率军与之对抗，双方在费赖马（al-Farama）短暂交战，随后达成共识分割叙利亚：拉姆拉及拉姆拉以南属于伊赫什德，以北属于伊本·拉伊格。但940年5月或6月，伊本·拉伊格却违约进攻拉姆拉，于是伊赫什德再次亲征，虽在阿里什战败，但他快速重组了部队并成功伏击敌军，使之无法进入埃及，被迫退回大马士革。随后他把战事交给另一个兄弟阿布·纳斯尔·侯赛因（Abu Nasr al-Husayn），但后者却在赖均兵败身亡。尽管取得胜利，伊本·拉伊格却选择了和平，他隆重地安葬了阿布·纳斯尔·侯赛因，并派自己的儿子穆扎希姆（Muzahim）出使埃及。伊赫什德坚持自己的政治策略，接受了和约。条约规定双方退回上一年的边界，但伊赫什德每年要向对方缴纳14万第纳尔金币，另外穆扎希姆迎娶伊赫什德的女儿法蒂玛，以巩固和约。

### 与赫姆丹王朝的冲突
和平并没有持续多久。巴格达的动荡仍在继续，941年9月，伊本·拉伊格应哈里发穆台基（940-944年在位）的邀请，再次进入巴格达担任“埃米尔之埃米尔”，但他的权势已不如从前。他与哈里发都无力抵御巴士拉的豪强阿布·侯赛因·贝里迪（Abu'l-Husayn al-Baridi），因此被迫放弃首都，寻求统治摩苏尔的赫姆丹王朝的帮助。赫姆丹王朝的首领随后刺杀了伊本·拉伊格（942年4月），接任“埃米尔之埃米尔”并获得尊称“纳西尔·道莱（王朝的守护者）”。伊赫什德借此机会收复了叙利亚失地，并于942年6月来到叙利亚军中，一直到达大马士革，随后于943年1月返回埃及。赫姆丹王朝在此时也对叙利亚提出了要求，但史料没有记载其在叙利亚的行动情况。纳西尔·道莱的地位也不稳固，943年6月，其手下突厥将领突尊叛变，接任“埃米尔之埃米尔”，当年10月，哈里发穆台基害怕突尊会废黜他，于是逃出首都投奔赫姆丹王朝。尽管纳西尔·道莱与他的弟弟赛弗·道莱同意提供庇护，但他们无法战胜突尊的部队，944年5月，双方达成协议，贾兹拉（上美索不达米亚）与北叙利亚划归赫姆丹王朝，换取他们承认突尊对伊拉克的占有。根据这个协定，纳西尔·道莱派堂弟侯赛因·本·赛义德前去接管划分给他的叙利亚省份，伊赫什德的军队不是叛变就是撤退，侯赛因很快占领了根奈斯林驻军区、希姆斯驻军区。
与此同时，哈里发穆台基随纳西尔之弟赛弗·道莱前往拉卡，但他越来越不信任赫姆丹王朝，于是写信给伊赫什德（最早可能在943年冬天）请求支援。伊赫什德立即领兵前往叙利亚，赫姆丹王朝的驻军在他到来前就已撤退，944年9月，他到达了拉卡；鉴于赫姆丹王朝对待伊本·拉伊格的方式，他等到赛弗·道莱离开才入城与哈里发会面，他尽力说服哈里发随他回埃及，或至少呆在拉卡，但哈里发更想让他继续进军对抗突尊，最终没有达成一致。但会面也不是毫无成果，伊赫什德与哈里发达成了协议，其内容实际上是886年突伦王朝君主胡马赖韦与哈里发穆阿台米德达成的协议的重复：哈里发承认伊赫什德在埃及、叙利亚（包括关隘地带）、希贾兹（附带极荣耀的对麦地那、麦加两圣地的监护权）的权威，为期三十年，并允许他将权力传给儿子。伊赫什德在出发前就预料到了这种发展，在离开埃及之前，任命儿子乌努朱尔为摄政，不顾他还未成年，需要“拜阿（效忠誓言）”以确保部下的忠诚。不过正如现代学者迈克尔·布雷特（Michael Brett）所言，这次领土授予对他来说“喜忧参半”，因为两圣城暴露于盖尔麦泰派的袭击之下，叙利亚的边区“关隘地带”（thughur）面临拜占庭帝国日渐增强的威胁，阿勒颇与北叙利亚则是赫姆丹王朝觊觎的目标。
出奇的是，哈里发穆台基被突尊派来的使者说服，相信了对方的忠诚并同意返回伊拉克，但在首都等待他的只有囚禁、致盲与废黜，10月12日，突尊拥立新哈里发穆斯台克菲（944-946年在位）。新哈里发确认了伊赫什德的统治权，但没有什么实际意义。现代学者杰尔·L·巴哈拉赫研究显示，尽管13世纪史家伊本·赛义德·马格里比记载伊赫什德立刻对哈里发做了效忠誓言，并命令在主麻日的讲道中提到新哈里发的名字；但现存的钱币证据表明，他似乎推迟几个月才承认穆斯克台菲，随后白益王朝拥立的哈里发穆提（946-974年在位）即位时也是如此，证据是他没有在其统治范围内铸造的货币上印上他们的名字，这种举措蓄意且清楚地声明了他事实上独立于巴格达中央政权的地位。他的独立性也得到了外部的一定承认，同时代的拜占庭皇帝君士坦丁七世的《典仪论》规定，与“埃及的埃米尔”通信要附有价值四个索利都金币的金印，这与巴格达的哈里发待遇相同。

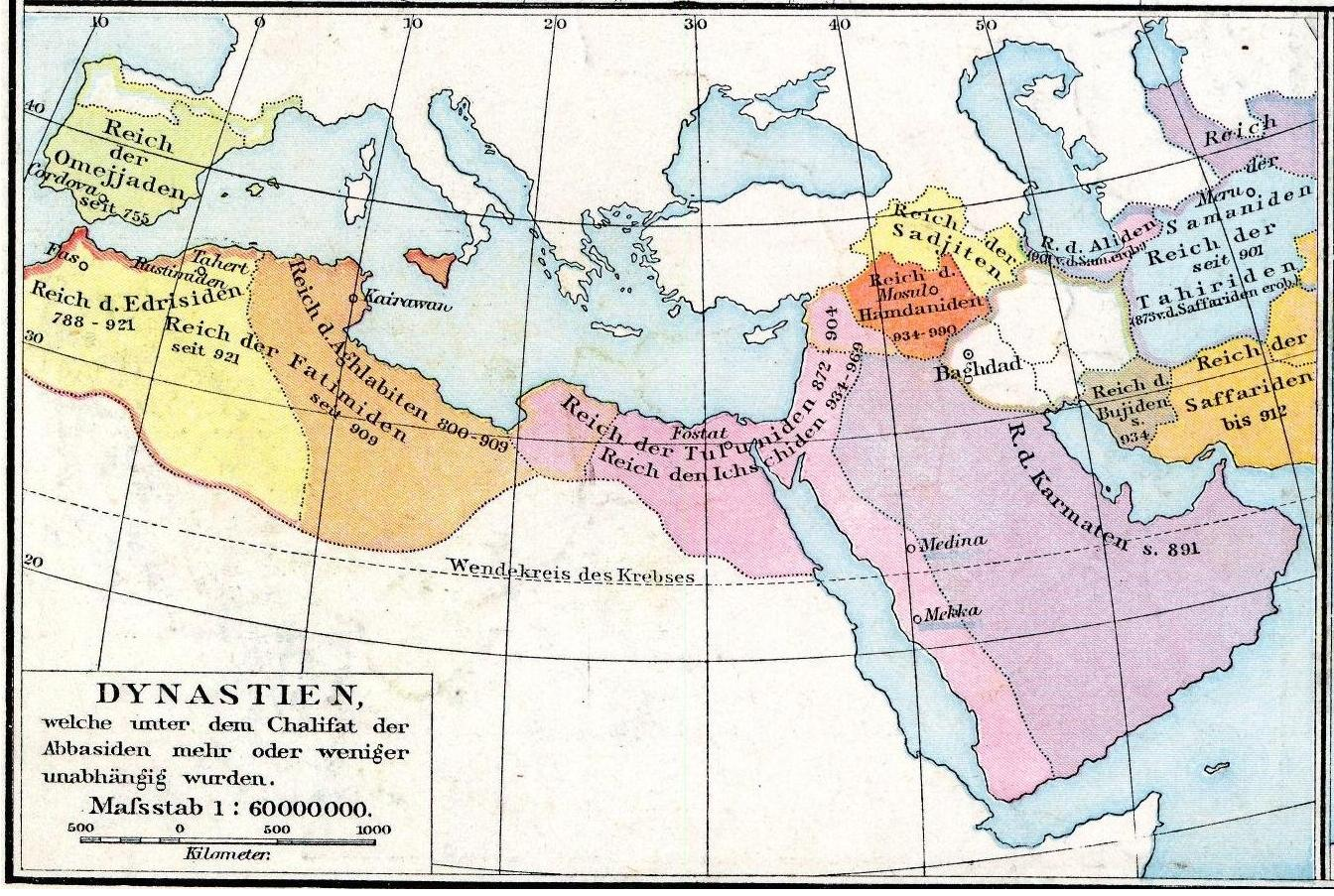
9-10世纪阿拔斯哈里发国的解体

与穆台基会面后，伊赫什德返回埃及，其留在叙利亚的军事力量十分薄弱，给了雄心壮志的赛弗·道莱施展的空间。这位赫姆丹王朝领袖取得了当地基拉卜部落的支持，不费吹灰之力就于944年10月29日夺取阿勒颇，然后继续进军，控制了霍姆斯以北的整个北叙利亚。伊赫什德派宦官艾卜勒·米斯克·卡夫尔、费蒂克（Fatik）率军前去进攻，但他们在哈马附近被击败，随后他们退回埃及，把大马士革和巴勒斯坦留给了对手。伊赫什德不得不于945年4月再次亲自远征叙利亚，但他同时也遣使向对方提出了和平条件，其内容类似当年伊本·拉伊格与伊赫什德达成的和平：伊赫什德承认赛弗·道莱对北叙利亚的占领，但要求保有大马士革与巴勒斯坦，并为此向对方缴纳年贡。赛弗·道莱表示拒绝，据说甚至还夸口要征服埃及本身，但伊赫什德随后逆转了局势，他派人贿赂了敌方的几位首领，还赢得了大马士革市民的支持，他们拒绝赫姆丹军入城，但为伊赫什德打开了城门。5月，两军在根奈斯林附近交战，赛弗·道莱被打败，逃奔拉卡，伊赫什德军占领了他的首都阿勒颇。
然而，双方还是在当年10月份达成协议，其内容基本与之前伊赫什德提出的方案相符：伊赫什德承认赫姆丹王朝对北叙利亚的占领，并缴纳年贡换取赛弗·道莱放弃对大马士革的所有要求，他本人还要迎娶伊赫什德的女儿或侄女。对伊赫什德来说，阿勒颇不如埃及的东部“堡垒”——以大马士革为中心的南叙利亚重要。只要南叙利亚还在他手里，他实际并不那么在意赫姆丹王朝在北部建立统治。另外作为埃及的统治者，他维持北叙利亚及奇里乞亚有些困难，因为这些地区传统上受上美索不达米亚和伊拉克的影响更大。放弃这些边远的省份后，埃及可以免于耗费大量金钱在那些地方维持庞大的驻军，赫姆丹王朝也能成为有用的缓冲国，为埃及抵御来自伊拉克和拜占庭帝国的威胁。事实上，伊赫什德及其后代与拜占庭帝国建立了相当友善的关系，因为两国并不接壤，且有共同的敌人法蒂玛王朝。尽管赛弗·道莱在伊赫什德死后不久再次进攻南叙利亚，但他在战场上失败，945年规定的边界得以维持，实际上，这一划分甚至延续到两个王朝灭亡以后，此后统治埃及的政权继续控制南叙利亚，美索不达米亚的势力控制北叙利亚，直到1260年埃及的马穆鲁克苏丹国占领了整个叙利亚。

## 死亡、身后与评价
946年中春，伊赫什德遣使到拜占庭帝国，商讨再进行一次俘虏交换（后来这次交换在当年10月由赛弗·道莱主持进行），拜占庭皇帝君士坦丁七世（913-959年在位）派约翰·米斯蒂科斯率使团回访，后者于7月11日到达大马士革。同月24日，伊赫什德在大马士革去世，其遗体被运到耶路撒冷，在圣殿山靠近支派之门处安葬。受益于权势极大、掌握军队且善于作战的黑人宦官艾卜勒·米斯克·卡夫尔的影响力，他的儿子乌努朱尔得以和平且无争议地继位。作为伊赫什德招募的大量非洲黑人奴隶之一，卡夫尔在此后的20年里都担任最高官员，成为埃及事实上的君主，并于966年自己即位，两年后去世。法蒂玛王朝于他死后的第二年进攻并征服了埃及，开启了埃及历史的新纪元。
中世纪史家注意到了伊赫什德与突伦王朝君主，尤其是胡马赖韦的诸多相似之处，伊本·赛义德·马格里比甚至声称根据埃及占星家的说法，二人进入埃及的日期相同，且当时同一颗星处于同一上升点。但实际上二者的统治风格差异很大，如学者休·肯尼迪形容，伊赫什德的统治没有突伦王朝那么“华彩”。伊赫什德在对外政策上十分小心、尽力克制，与同时代君主乃至身前身后的埃及统治者形成了鲜明对比，为他赢得了极度谨慎的名声，时人经常视之为懦弱。与突伦王朝君主相比，他的文化水平也较低，与建立全新都城盖塔伊与著名的伊本·突伦清真寺的伊本·突伦不同，伊赫什德既不是文艺的赞助人，也不是好大兴土木的君主。现代学者蒂埃里·比昂基的研究显示，中世纪史家把伊赫什德描绘为一个“暴躁且贪吃的人，但也十分精明且倾向于贪婪”，他喜欢东方的奢侈品，尤其是香水，这种爱好随之在福斯塔特的上层人士中传播，进而使得埃及本土产品也开始模仿东方的风格与时尚。

## 引用

约893年的突伦王朝

1. 1 2  Ibn Khallikan 1868，第220頁.
2. 1 2  Bacharach 1993，第411頁.
3. ↑  Ibn Khallikan 1868，第217, 219–220頁.
4. ↑  Gordon 2001，第158–159頁.
5. 1 2 3 4 5 6  Kennedy 2004，第311頁.
6. 1 2 3 4 5 6  Bacharach 1975，第588頁.
7. ↑  Kennedy 2004，第185, 286頁.
8. ↑  Jiwa 2009，第143–144頁.
9. ↑  Kennedy 2004，第184–185, 310頁.
10. ↑  Kennedy 2004，第191頁.
11. 1 2 3 4 5  Bacharach 1975，第589頁.
12. ↑  Bacharach 1975，第589–590頁.
13. ↑  Halm 1996，第208–209頁.
14. 1 2 3 4  Bacharach 1975，第590頁.
15. ↑  Kennedy 2004，第191–194, 311頁.
16. ↑  Bacharach 1975，第591–592頁.
17. ↑  Bacharach 1975，第592頁.
18. ↑  Kadi, Galila El; Bonnamy, Alain. . American Univ in Cairo Press. 2007: 96, 297  [2022-06-10]. ISBN 978-977-416-074-5. （原始内容存档于2022-06-09） （英语）.
19. ↑  Bianquis 1998，第97, 105, 111頁.
20. 1 2  Gottschalk 1986，第953頁.
21. ↑  Bacharach 1975，第592–593頁.
22. ↑  Brett 2001，第161頁.
23. ↑  Bacharach 1975，第592–594頁.
24. ↑  Kennedy 2004，第311–312頁.
25. 1 2  Halm 1996，第284頁.
26. 1 2 3  Brett 2001，第162頁.
27. 1 2  Madelung 1996，第34頁.
28. 1 2 3  Bianquis 1998，第112頁.
29. 1 2 3 4  Bacharach 1975，第594頁.
30. ↑  Bacharach 1975，第605頁.
31. ↑  Bacharach 1975，第595頁.
32. 1 2 3 4 5 6 7  Kennedy 2004，第312頁.
33. ↑  Bacharach 1975，第595–596頁.
34. ↑  Bacharach 1975，第594–595頁.
35. ↑  Bacharach 1975，第596–597頁.
36. 1 2 3  Bacharach 1975，第600頁.
37. ↑  Bacharach 1975，第597, 603頁.
38. ↑  Bacharach 1975，第597–598頁.
39. 1 2 3 4 5 6 7 8  Bianquis 1998，第113頁.
40. 1 2  PmbZ.
41. ↑  Canard 1936，第193頁.
42. ↑  Bacharach 1975，第598–599頁.
43. 1 2  Bacharach 1975，第599頁.
44. ↑  Bacharach 1975，第599–600頁.
45. ↑  Halm 1996，第408頁.
46. 1 2 3  Bacharach 1975，第601頁.
47. ↑  Bacharach 1975，第601–602頁.
48. 1 2  Bacharach 1975，第602頁.
49. 1 2  Bacharach 1975，第602–603頁.
50. 1 2  Kennedy 2004，第196, 312頁.
51. ↑  Bacharach 1975，第603頁.
52. ↑  Bacharach 1975，第603–608頁.
53. ↑  Canard 1936，第191頁.
54. ↑  Bacharach 1975，第607頁.
55. 1 2  Kennedy 2004，第273頁.
56. 1 2 3 4  Bacharach 1975，第608頁.
57. ↑  Bianquis 1998，第113–115頁.
58. ↑  Canard 1936，第190–193, 205–209頁.
59. ↑  Bianquis 1998，第113–114頁.
60. ↑  Bacharach 1975，第609頁.
61. ↑  van Berchem 1927，第13–14頁.
62. ↑  Kennedy 2004，第312–313頁.
63. ↑  Bianquis 1998，第115–118頁.
64. 1 2  Bacharach 1975，第610頁.
65. ↑  Bacharach 1975，第610–612頁.

## 延伸阅读
- Bacharach, Jere L. . Cairo: American University in Cairo. 2006  [2022-06-10]. ISBN 978-977-424-930-3. （原始内容存档于2022-06-10） （英语）.

| 前任者： 艾哈迈德·本·凯盖勒格 為阿拔斯哈里发国的埃及总督 | 伊赫什德家族的埃及、叙利亚、希贾兹总督（埃米尔） 名义上为阿拔斯王朝的总督 事实上独立施政，并于944年获得世袭权 935–946 | 繼任者： 乌努朱尔 |